# Hichisō (Gifu)
Hichisō (七宗町 Hichisō-chō?) es un pueblo localizado en la prefectura de Gifu, Japón. En octubre de 2019 tenía una población estimada de 3.448 habitantes y una densidad de población de 38,1 personas por km². Su área total es de 90,47 km².

## Geografía

### Localidades circundantes
- Prefectura de Gifu
  - Gero
  - Kawabe
  - Minokamo
  - Seki
  - Shirakawa
  - Yaotsu

## Demografía
Según los datos del censo japonés, esta es la población de Hichisō en los últimos años.
| 1995  | 2000  | 2005  | 2010  | 2015  |
| ----- | ----- | ----- | ----- | ----- |
| 5.748 | 5.234 | 4.870 | 4.484 | 3.876 |